# Акосак
Акосак (ісп. Acozac) — археологічна пам'ятка, розташована в муніципалітеті Істапалука (штат Мехіко, Мексика).

## Історія
Акосак пов'язаний із місцем Тласаллан-Тлалланосток, згаданим у Кодексі Шолотль як резиденція онука Шолотля Техотлаллацина. Знахідки кераміки вказують на те, що заснування поселення почато, ймовірно, в першому періоді ацтеків (від 900 до 1200 року н. е.) і продовжено під час другого періоду ацтеків (від 1200 до 1430 року) за правління Техотлалацина. Нині видно будівлі третього періоду ацтеків (1430—1521 роки), Населяли Акосак як ацтеки, так і чичимеки, акольхуа і тепанеки.
Техотлаллацин, тлатоані Тескоко, помер 1406 року, його місце зайняв його син Іцкоатль, недосвідчений принц, який 1418 року внаслідок нападу на місто Тезозомока, тлатоані Ацкапоцалько, мусив утікати з міста зі своїм сином Несауалькойотлем на руках. Тепанеки переслідували його лісом, де йому вдалося сховати дитину, перш ніж вони його вбили. Пізніше Несауалькойотль зміг об'єднати під власним керівництвом армії таких могутніх міст, як Тлакопан, Тлателолько, Вешоцинго, Тлашкала і Чалько. Загалом його армія складалася з більш ніж 100 000 осіб. 1428 року за підтримки армії Теночтітлана Несауалькойотль розгромив тепанеків, зайняв престол тлатоані Тескоко і став правителем акольхуа (науа — acolhuatekuhtli). Перемога над тепанеками започаткувала створення троїстого союзу міст Мехіко (Теночтітлана), Тескоко і Тлакопана.

## Розташування
Археологічна пам'ятка Акосак розташована на схилі пагорба Серро-де-Монтесума недалеко від траси CF150 між Мехіко (приблизно 32 км на північний захід) та Пуеблою (приблизно 100 км на південний схід); найближче місто — Істапалука (1,5 км на південний схід). Вулкани Істаксіватль та Попокатепетль розташовані на відстані приблизно 35 та 55 км (по прямій) на південний схід; обидві гори видно у ясний день.

## Архітектура
Храмові піраміди та палацові будівлі, які все ще видно, відносять до третього періоду ацтеків (близько 1430—1521 років); вони, найпевніш, були вкриті ліпниною та пофарбовані. Загалом в Акосаку виявлено понад сотню будівель.
Велика кругла піраміда на задньому плані, ймовірно, присвячена богу вітру Еекатлю, втіленню бога Кетцалькоатля — подібна храмова піраміда є в Каліцтлаваці. Споруда в центрі нагадує палацову будівлю з двориками та кімнатами, але тут також виявлено два кам'яні вівтарі. Дві платформи на передньому плані могли бути основами храмів або палаців. Також виявлено залишки майданчика для гри в м'яч.